# Rivière du Grand-Cloridorme
Rivière du Grand-Cloridorme är ett vattendrag i Kanada.   Det ligger i provinsen Québec, i den östra delen av landet, 900 km öster om huvudstaden Ottawa.
I omgivningarna runt Rivière du Grand-Cloridorme växer i huvudsak blandskog. Runt Rivière du Grand-Cloridorme är det mycket glesbefolkat, med 5 invånare per kvadratkilometer.